# پیتر وسلز
 پیتر وسلز (انگلیسی: Peter Wessels؛ زاده ۷ مهٔ ۱۹۷۸) یک تنیس‌باز اهل هلند است.